# Allokermes galliformis
Allokermes galliformis är en insektsart som först beskrevs av Riley 1881.  Allokermes galliformis ingår i släktet Allokermes och familjen eksköldlöss. Inga underarter finns listade i Catalogue of Life.